# Complejo Cultural Fábrica Imbabura
El Complejo Cultural Fábrica Imbabura (fundada como Fábrica Textil Imbabura, el 6 de mayo de 1924 en Atuntaqui, Ecuador) es una Entidad Operativa Desconcentrada del Ministerio de Cultura y Patrimonio del Ecuador ubicada en la parroquia de Andrade Marín, cantón Antonio Ante en la provincia de Imbabura. Funciona como museo que ejecuta la divulgación, exhibición y administración de su colección de maquinarias, fotografías y habitaciones de toda su historia.

## Reseña biográfica
La exfábrica Imbabura, fue desde 1924 hasta finales de 1997, el centro de desarrollo textil más importante del norte de Ecuador. Durante toda su actividad, esta fábrica, se convirtió en el sustento de cientos de familias del cantón Antonio Ante. Funcionó entre 1927 y 1982, fue el germen de la industria textil de la zona imbabureña. Comenzó produciendo hilos y telas, pero con el tiempo la factoría se profesionalizó y conquistó el mercado nacional.
Cuando el sonido de la sirena de la Fábrica Imbabura se activaba, empezaban las clases en escuelas y colegios. Al interior de la factoría, los trabajadores encendían sus máquinas con las que tejían no solo el desarrollo del cantón, sino de la provincia. La estructura, ubicada en el sector del Caserío de Lourdes, era considerada un importante centro de producción textil. Desde la llegada del algodón, hasta la producción de las telas, el proceso requería 15 días.

## Historia

### Antecedentes
Los hermanos españoles Francesc y Antoni Dalmau procedentes de Gerona llegan a Ecuador en el año 1910 con la visión de construir la primera industria textil en la ciudad de Ambato cuyo nombre fue "La Industria Algodonera", no obstante, decidieron expandir su empresa, instalando otra textilera en la provincia de Imbabura, por lo que al enterarse de la buena fama de los trabajadores atuntaqueños empezaron la construcción de la industria en aquel entonces en la parroquia rural del cantón Ibarra de Atuntaqui, en el Caserío de Lourdes también conocido como barrio de la Acequia Alta, por lo que el 6 de mayo  de 1924 se organizó un programa solemne para la colocación y bendición de la primera piedra.
Se daba inicio a una época trascendental en la economía del país ya que juntamente con la "Industria Algodonera" de Ambato, la fábrica de telas e hilos "La Internacional de Quito" inaugurada en 1923, y la "Fábrica Textil Imbabura" de Atuntaqui serían los centros textiles más sobresalientes e importantes de Ecuador.

### Construcción
En el año de 1922 se adquiere los terrenos para la construcción de la primera fábrica y empresa textil de Imbabura y una de las quince Industrias creadas en el Ecuador. En 1923 llegan a este país los hermanos Francisco y Antonio Dalmau Soler, empresarios españoles, los cuales fundan y crean la fábrica textil Imbabura y la planta eléctrica a orillas del rio Ambi con ayuda del ciudadano español Lorenzo Tous. Decidieron instalar esta planta en esta provincia, luego de su éxito con los talleres textiles en Riobamba (El Prado) y en Ambato (La Industria Algodonera).
Se consigue una gran cantidad de hectáreas de terrenos que servirían para las respectivas secciones que se planearon para la edificación y demás servicios que ofrecería la fábrica, se destinarían terrenos para la construcción de secciones de almacenamiento, viviendas, gerencia, agricultura, tintorería y demás funciones.
En el centro de Atuntaqui se crea la «Casa del Obrero Textil», fue una obra de gran extensión.
Los hermanos Dalmau escogieron esta ubicación debido a varias razones que favorecerían al desarrollo de su proyecto:
- La línea férrea pasaría cerca de los predios facilitando el transporte de mercancía, mercadería y productos.
- Se encontraba ubicada en una localización estratégica, ya que con ayuda de la línea férrea se podría conseguir algodón directamente desde el Valle del Chota, en donde el cultivo de esta planta favorecería a la obtención de la materia prima.
- Los hermanos habían sido convencidos de que en la localidad existía una óptima calidad en cuanto a mano de obra, los trabajadores del sector contaban con los requerimientos necesarios para llevar a cabo la labor textilera.
- La comercialización de los productos de la fábrica sería buena al encontrarse cerca de varios pueblos y ciudades como Otavalo, Cotacachi y la capital de la provincia Ibarra.

El martes 6 de mayo de 1924 se bendice y se coloca la «primera piedra» lo cual daba inicio a la construcción de este edificio.
La maquinaría es exportada de Alemania e Inglaterra, y es transportada hacia la localidad por arrieros de la comunidad con ayuda de mulas, llega a la fabrica desarmada y gracias a los técnicos extranjeros se logra armar para luego enseñar a los obreros el manejo adecuado de esta maquinaria.
Cabe mencionar que la construcción del edificio se realizó procesualmente, es decir, la infraestructura de la fábrica se completó eventualmente al añadir diferentes anexos que permitían el funcionamientos de distintas secciones de la textilería.
Se construyó también una serie de villas en donde residirían los europeos asentados en el Caserío, se dividían en secciones tales como el sector patronal, para técnicos, para empresarios; en donde se adaptaron servicios en buenas condiciones, tal es el caso del agua caliente que se obtenía de los calderos de la fábrica, y se conectaban por una serie de tuberías. Se amueblaron las villas con muebles y enseres ingleses.
La producción empezaría a inicios de 1926 con las primeras máquinas de la sección de hilaturas, existiendo un crecimiento notable en la cantidad de infraestructura, en el personal, en el equipamiento y en la mano de obra, periódicamente se optimizaba mediante cambios y mejoras el funcionamiento de la industria, por lo que para 1930 ya se superaba los 300 obreros y ya se contaba con una planta administrativa considerable.

#### Planta Eléctrica
Para el correcto funcionamiento de la fábrica se necesitaba de una fuente de energía que abasteciera toda la maquinaria y demás necesidades, es construida paralelamente a la infraestructura principal de la textilería, por lo que se decide aprovechar la corriente de uno de los ríos que rodea a Atuntaqui, y se instala este edificio a orillas del río Ambi, produciendo así la sustentabilidad necesaria para el manejo necesario gracias a la energía hidroeléctrica generada por la corriente del río.

### Trabajadores

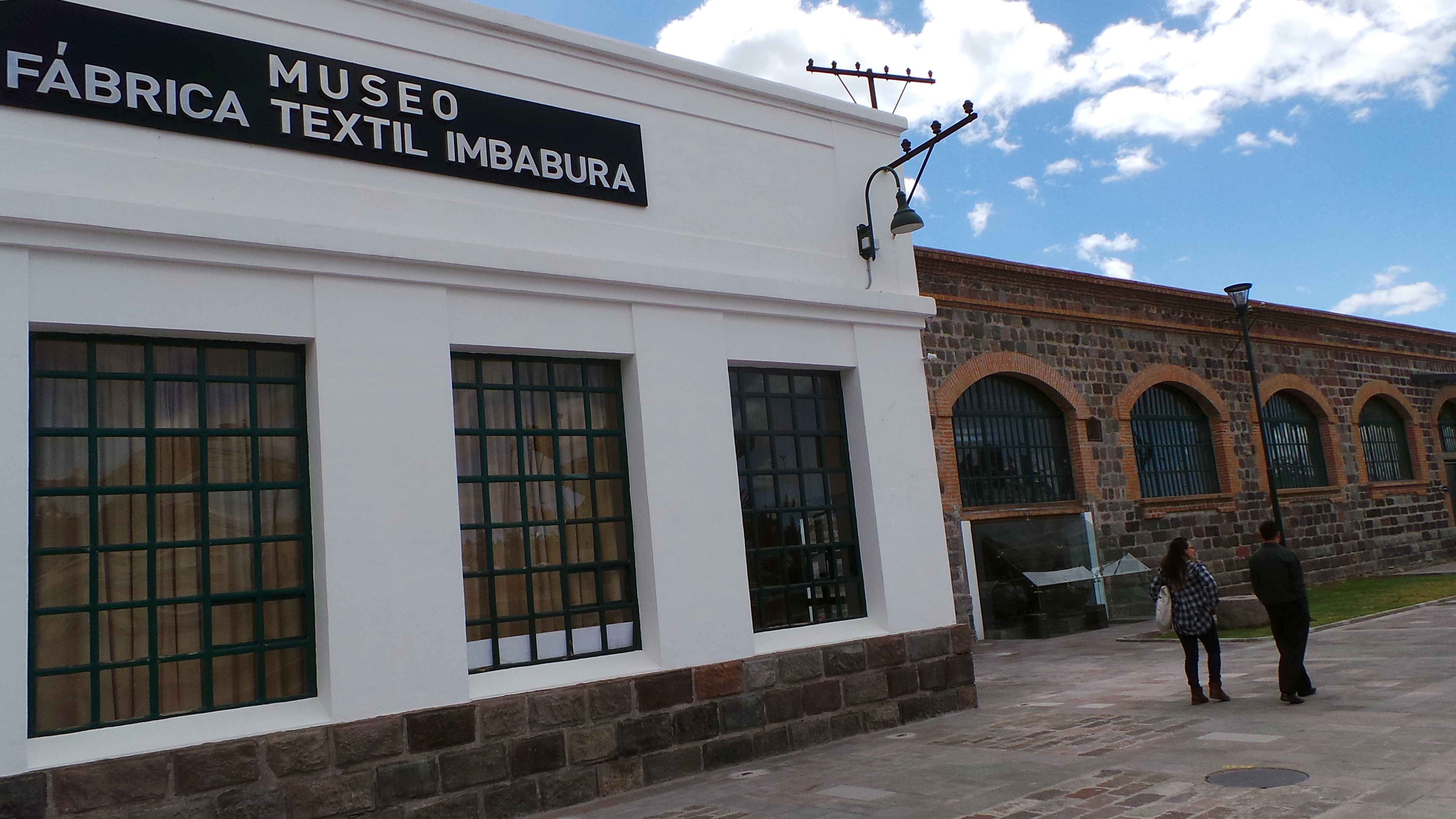
Entrada al museo

Los empleados y obreros eran de dos clases sociales muy distintas y definidas; los primeros realizaban labores administrativas y pertenecían a las clases «nobles» de la ciudad, mientras los obreros hacían el trabajo manual y provenían de los sectores medios y humildes; consecuentemente, los sueldos de estos últimos eran mucho menores en comparación con los de los empleados.
Se reclutaron albañiles, peones, mecánicos, electricistas, carpinteros y tapialeros. Para esto se recurrió a pueblos lejanos y cercanos: Cotacachi, Otavalo, San Antonio e Ibarra, Salcedo, Quito, Tulcán, Cayambe, Ambato, Guaranda, entre otras ciudades. Por otra parte existían en el entorno personal de distintas nacionalidades en especial, alemanes, holandeses, ingleses y peruanos. Llegando a la cifra de 1 200 personas que laboraban en las instalaciones.

### Cambio de dueños de las industrias
Para el año 1929, los hermanos Dalmau deciden vender todas las acciones de la empresa Industria Algodonera S.A., dueña también de la textilera atuntaqueña al empresario y político guayaquileño de ascendencia catalana Lorenzo Tous Febres Cordero, debido principalmente a problemas del control y gestión del personal en las instalaciones de Ambato y Atuntaqui, además de problemas económicos.

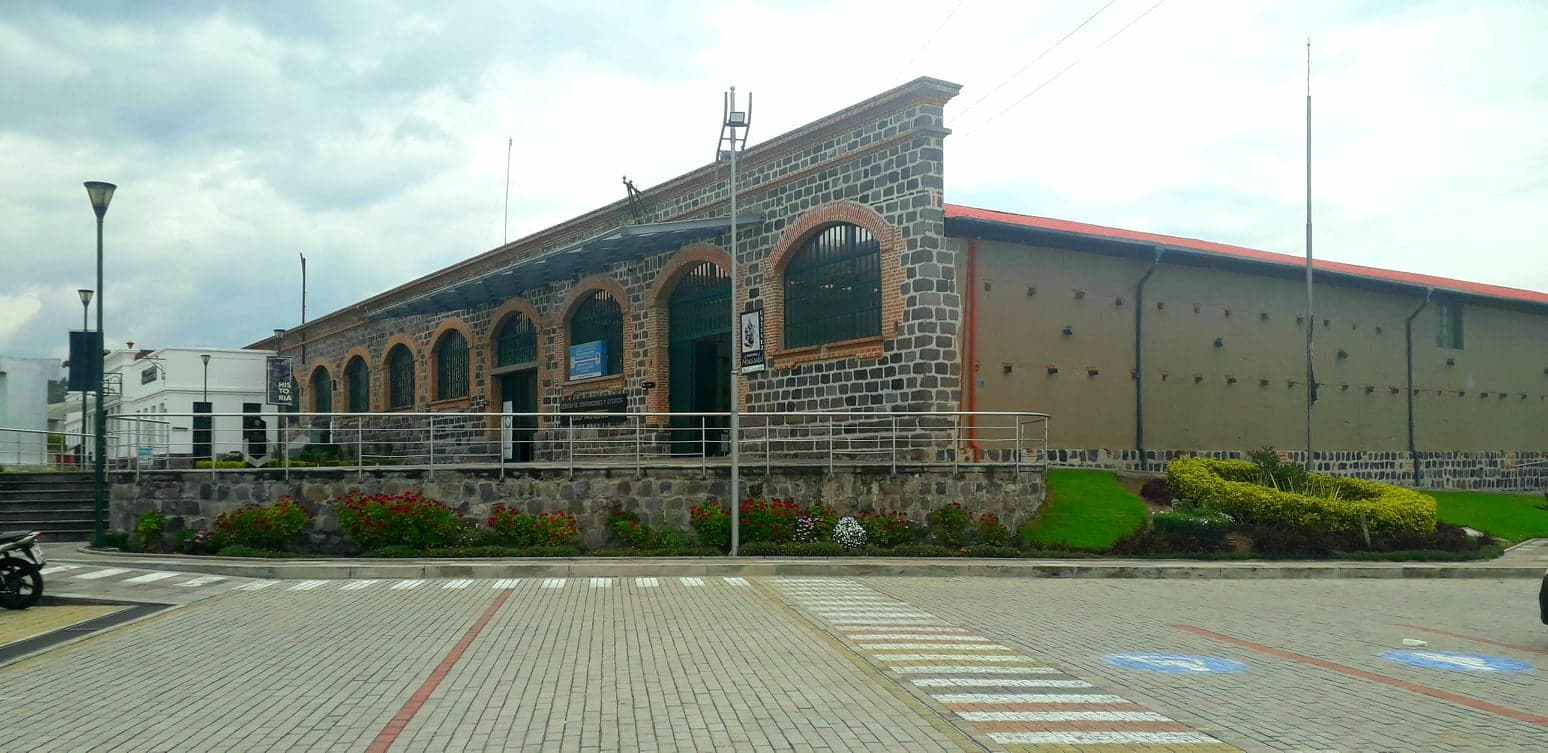
Estructura restaurada del edificio en el Centro de Convenciones y Eventos "Los Arrieros"

Se entraba a una nueva etapa en donde la demanda exigía más que la oferta por lo que, para abastecer al mercado nacional e internacional fue necesario obtener más maquinaria, y por consiguiente un aumento del personal, dando como resultado un aumento considerable en la producción y en la mano de obra; mejorando así la calidad de vida de los habitantes de la región, y se sentaban bases para dar inicio a una actividad industrial notable específicamente en Atuntaqui, influyendo exponencialmente en diferentes contextos de los atuntaqueños como la cultura, economía, sociedad, educación e idiosincrasia.

### Llegada del ferrocarril
El General Eloy Alfaro, en su segundo período presidencial (1906-1912) inició la construcción de la línea férrea que uniría la costa y la sierra para que con esta obra de ingeniería se integraran los pueblos ecuatorianos y proyectarlos hacia un futuro de desarrollo económico, social y cultural. Y es así que los hermanos Dalmau vieron esta oportunidad como una gran ventaja, ya que la línea férrea que unía a Quito con San Lorenzo (Esmeraldas) pasaría por el centro del Caserío de Lourdes.
Posteriormente, el 27 de febrero de 1929, bajo el mandato del Presidente de la República, doctor Isidro Ayora, se organizó un programa social solemne en las instalaciones de la fábrica ya que las vías que permitían el acceso a la locomotora que uniría a los pueblos ecuatorianos habría por fin llegado, sin embargo, este medio de transporte permitía más accesibilidad y capacidad de carga que la arriería, poniendo fin a una de las actividades económicas que también había marcado al pueblo atuntaqueño.

### Creación del "Sindicato Textil Atuntaqui-Imbabura" (STAI)

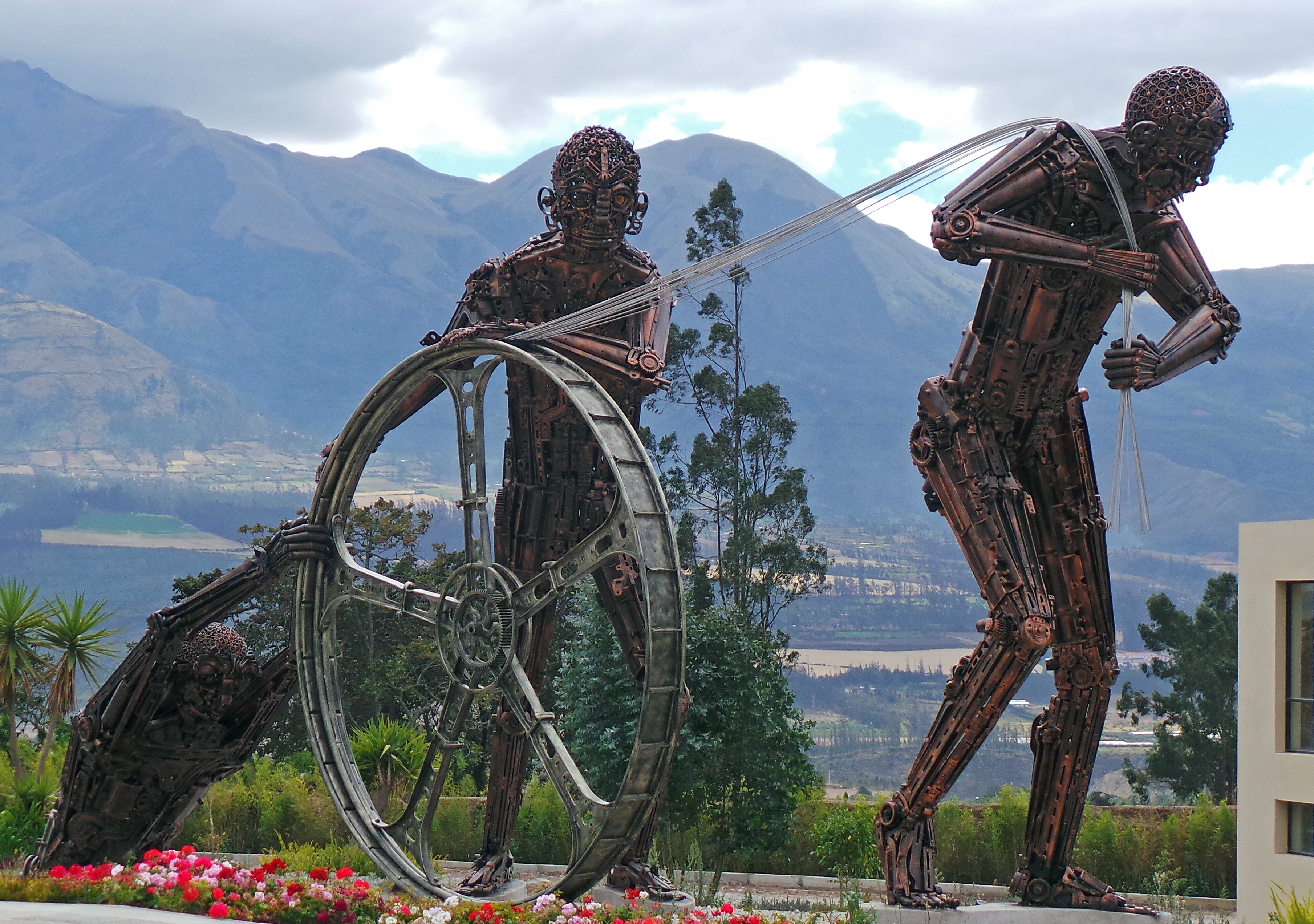
Estatuas ubicadas en la parte posterior de las instalaciones.

Al inicio de las actividades no existía un ente organizativo y regulatorio que garantize los derechos de los trabajadores, era notable la ausencia de garantías para los obreros ya que el único documento que los respaldaba era uno publicado en el registro oficial, el cual no llegó a ser relevante al no existir un gremio que exiga sus derechos.
En aquel entonces, a principios de los años 30, los sindicatos tenían una connotación comunista, por lo que los medios de comunicación que se mantenían arraigados a los empresarios de la época difundieron la idea de un irrespeto a la propiedad privada y el enfrentamiento directo con la iglesia, y por esta razón el temor de los trabajadores dificultaron la formación de un sindicato.
El 14 de noviembre de 1935 llegan a Atuntaqui los socialistas otavaleños: doctor Luis Enrique Cisneros, el ingeniero Alberto Suárez y Cesar Vásquez Fuller con la intención de organizar una asamblea con el principal objetivo de influir a más de doscientos trabajadores en la casa de la viuda del ilustre atuntaqueño Julio Miguel Aguinaga, Zoila Soledad Rocha, acto calificado como revolucionario, evento realizado con ayuda de obreros y obreros progresistas encargados de difundir la idea y la localidad de la reunion clasista.
En la reunión intervinieron los tres personajes otavaleños los cuales expusieron sus ideas con el fin de crear en los asistentes la necesidad de contar en la factoría con un sindicato que vele por los intereses económicos, sociales y culturales de los empleados, es así que finalmente, luego de varias deliberaciones y opiniones del sector laboral se aceptaron y aprobaron las ideas progresistas.
Se funda entonces el "Sindicato Textil Atuntaqui-Imbabura" STAI, redactándose y aprobándose estatutos a cargo de los miembros de la directiva siendo un evento muy relevante en la historia de Ecuador, se causó un gran revuelo a nivel nacional ya que era en Atuntaqui en donde nacía el sindicalismo organizado, una idea atrevida para la época pero que eventualmente tendría una gran trascendencia en las organizaciones obreras; posteriormente, en octubre de 1938 se promulga recién el Código del Trabajo,tres años después de la iniciativa anteña.

## Complejo Cultural

### Restauración

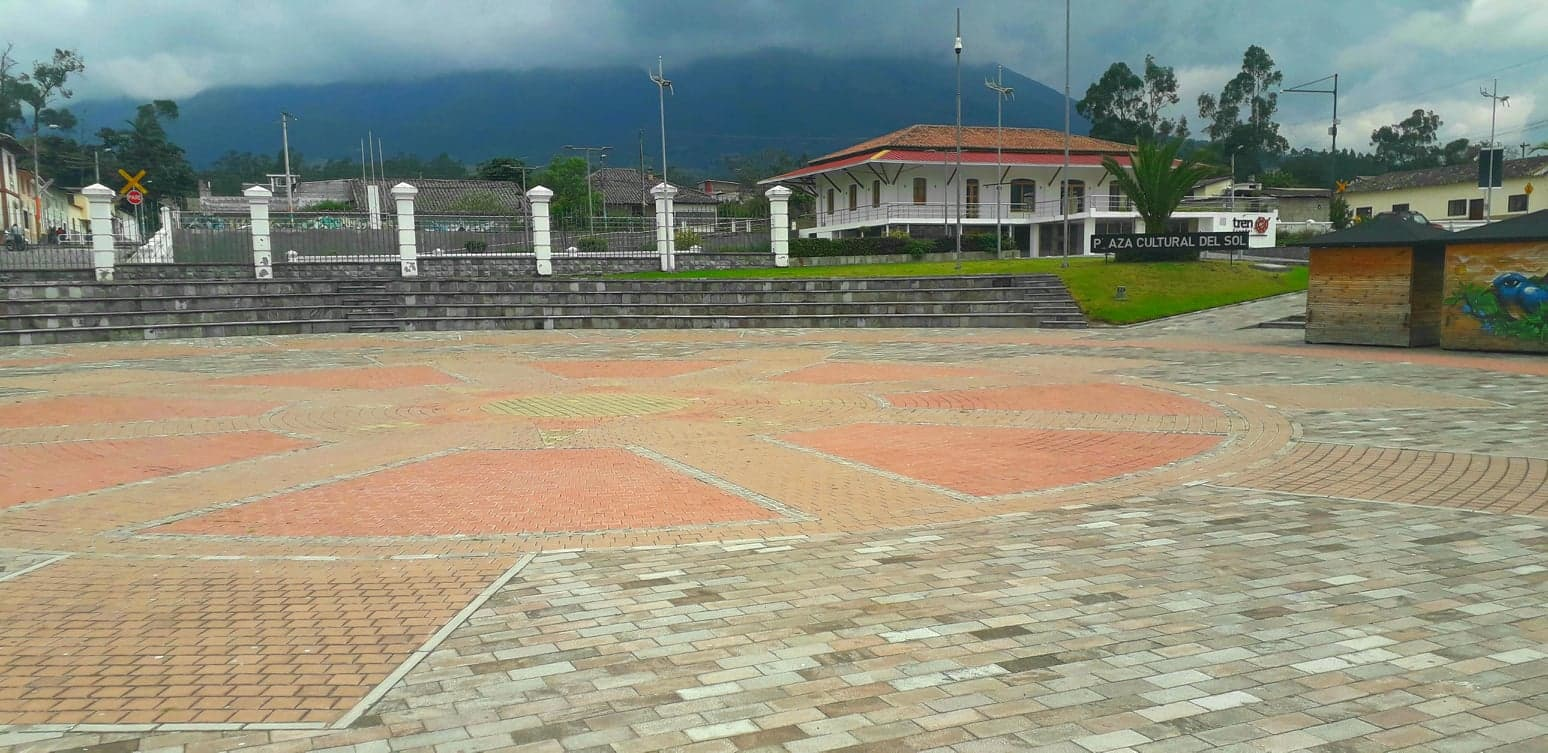
Plaza del Sol (lugar en que se realizan bailes ancestrales de Inti Raymi) y al frente la estación del tren.

El proyecto de restauración de las instalaciones y de los bienes materiales propios de la ex-textilería se da inicio con el Compromiso Presidencial 155777, el cual estuvo presidido por Rafael Correa. Este proyecto restaurativo fue ejecutado bajo la coordinación y responsabilidad del Ministerio de Coordinación del Patrimonio, con ayuda del Gobierno Municipal de Antonio Ante, con el aporte del Ministerio Coordinador de Producción, Empleo y Competitividad, Ministerio de Industrias y Productividad, Ministerio de Turismo, Ministerio de Cultura, la Secretaría Nacional de Educación Superior, Ciencia Tecnología e Innovación, y el Gobierno Provincial de Imbabura.

### Secciones y Servicios
Este edificio cuenta con 10 000 m² de construcción, fue remodelado y el 5 de mayo de 2014 es inaugurado como Complejo Fábrica de Imbabura Empresa Pública. Las nuevas instalaciones comprenden cuatro áreas de museo: la Sala Histórico-Cultural, que transporta al visitante al pasado de esta tierra; la Sala de la Industria Textil, que muestra la maquinaria de inicios del siglo pasado, en que se producían hilos y telas; la Sala Interactiva de Nuevas Tecnologías, que ofrece juegos y actividades multimedia; y la Sala del Sindicalismo, que recoge la historia de la lucha de los trabajadores en el país.
- Además cuenta con el teatro llamado “La Industria Algodonera” LIA, en donde se presentan propuestas culturales en danza, teatro, música y otras demostraciones de arte. Su capacidad es para 480 personas.[2]
- Otro servicio que se oferta al turista es “El Tambo de Lectura” que forma parte del proyecto del Plan Nacional del Libro y la Lectura José de la Cuadra, que busca incentivar este hábito en las personas.[2]

## Patrimonio Cultural del Ecuador
El ministro de Educación, Cultura, Deportes y Recreación, Juan Cordero Íñiguez, emite el acuerdo ministerial N° 4121 con fecha 20 de septiembre de 2001 para declarar a la Fábrica Textil Imbabura "Bien perteneciente al Patrimonio Cultural de la Nación"